# Dernière Alliance des Elfes et des Hommes
La Dernière Alliance des Elfes et des Hommes est dans le légendaire de l’écrivain britannique J. R. R. Tolkien un pacte militaire entre les Elfes et les Hommes de la Terre du Milieu, conclu pour lutter contre Sauron. Elle est évoquée dans le roman Le Seigneur des anneaux et son histoire est contée dans Le Silmarillion.

## Histoire interne

### La Dernière Alliance des Elfes et des Hommes
Après la submersion de Númenor, Elendil et ses fils, Isildur et Anárion, fondèrent les royaumes en exil d’Arnor et de Gondor. 
Sauron avait lui aussi survécu à l’engloutissement de l’île occidentale, bien qu’il ait perdu sa forme physique. Il revint en Terre du Milieu et se retrancha au Mordor, où il reprit peu à peu forme.
Bientôt, il attaqua le Gondor et conquit la cité de Minas Ithil, renommée postérieurement Minas Morgul. Isildur, Roi du Gondor, s'enfuit vers l’Arnor pour porter la nouvelle à son père, Elendil le Grand. Ce dernier savait qu’il ne possédait pas les forces nécessaires pour repousser Sauron, c’est pourquoi il manda l’aide de son ami Gil-galad, Haut Roi des Elfes. 
La Dernière Alliance des Elfes et des Hommes fut ainsi conclue en l’année 3430 du Second Âge. 
L’année suivante, Gil-Galad mena l’offensive et repoussa les Orques vers l’est jusqu’à Imladris. L’Armée de l’Alliance franchit ensuite les Monts Brumeux, avant d’écraser les serviteurs de Sauron sur la plaine de Dagorlad. 
Débuta le siège de Barad-dûr, au cours duquel périrent Anárion, Gil-Galad et Elendil. Après sept ans, le siège prit fin quand Isildur destitua l’Anneau du doigt de Sauron.
Après le conflit, de nombreux Elfes de la maison de Gil-galad partirent pour le Valinor et ce fut la fin de la présence du royaume Ñoldor en Terre du Milieu.
On dit que l’Armée de la Dernière Alliance fut la plus grande et la plus glorieuse qu’ait vu la Terre du Milieu depuis la marche de l’armée du Valinor contre Morgoth à la fin du Premier Âge. Personne ne pouvait tenir face à Narsil, l’épée d’Elendil, et Aeglos, la lance de Gil-galad.

### La plaine de la bataille
La vaste plaine sans arbres appelée Dagorlad, se trouvait juste au nord de la Porte Noire de Mordor, à l'est-sud-est de la terre noyée d'humidité du Marais des Morts et sur la plaine des Terres de Personne. En sindarin son nom se traduit par « Plaine de la Bataille » composé de Dagor, issu du radical NDAK, « bataille » ; et lad issu du radical LAT, « plaine ».

## Adaptations
La Dernière Alliance des Elfes et des Hommes est nommément mentionnée et sa bataille apparaît dans le prologue de l'adaptation cinématographique de La Communauté de l'Anneau par Peter Jackson.